# カイル・ベッカーマン
カイル・ベッカーマン（Kyle Beckerman, 1982年4月23日 - ）は、アメリカ合衆国・クロフトン出身の元サッカー選手。現役時代のポジションはMF。元アメリカ代表。

## 経歴

### クラブ
2000年に17歳でMLSプロ-40の選手としてマイアミ・フュージョンへ入団。しかしその1年後にクラブが活動を停止したため、再び加入先を探すこととなり、2002年にコロラド・ラピッズへ加入。
2007年、メフディ・バルーチーとのトレードでレアル・ソルトレイクへ移籍。加入2年目の2008年からはチームのキャプテンを務めている。2015年10月17日にMLSのフィールドプレーヤー最多出場記録を379試合に更新した。

### 代表
2007年にアメリカ代表デビュー。
アメリカ代表としてコパ・アメリカ2007、2009 CONCACAFゴールドカップ、2013 CONCACAFゴールドカップ、2014 FIFAワールドカップ、2015 CONCACAFゴールドカップ、コパ・アメリカ・センテナリオなどの国際大会に招集されている。

## 所属クラブ
- マイアミ・フュージョン 2000-2001

→ MLSプロ-40 2000 (loan)
- コロラド・ラピッズ 2002-2007
- レアル・ソルトレイク 2007-2020

## 代表歴

### 出場大会
- アメリカ代表
  - 2014 FIFAワールドカップ

### 試合数
- 国際Aマッチ 58試合 1得点（2007年-2016年）[3]

| アメリカ代表 | 国際Aマッチ | 国際Aマッチ |
| 年           | 出場        | 得点        |
| ------------ | ----------- | ----------- |
| 2007         | 3           | 0           |
| 2008         | 0           | 0           |
| 2009         | 7           | 1           |
| 2010         | 2           | 0           |
| 2011         | 6           | 0           |
| 2012         | 5           | 0           |
| 2013         | 10          | 0           |
| 2014         | 9           | 0           |
| 2015         | 9           | 0           |
| 2016         | 7           | 0           |
| 通算         | 58          | 1           |

## タイトル

### クラブ
- MLSカップ : 2009
- ウェスタン・カンファレンス（プレイオフ） : 2013
- イースタン・カンファレンス（プレイオフ） : 2009

### 代表
- CONCACAFゴールドカップ : 2013

### 個人
- MLSオールスター : 2009, 2010, 2011, 2012, 2013
- MLSオールスター インアクティブリスト : 2007, 2008